# خوسيه لويس إسبينوسا (لاعب كرة قدم)
خوسيه لويس إسبينوسا باتشون (14 يونيو 1913 - 23 ديسمبر 1975) لاعب كرة قدم إسباني لعب كحارس مرمى لفريق ريال بيتيس وريال مدريد في ثلاثينيات القرن العشرين.

## مسيرة اللعب

### ريال بيتيس
وُلِد في 14 يونيو 1913 في مقاطعة جيان، بلدة لا كارولينا، أندلسيا، بدأ خوسيه مسيرته الكروية في ريال بيتيس كانتيرا، فريق الشباب في نادي مسقط رأسه ريال بيتيس، وبقي هناك لمدة أربع سنوات، من عام 1927 حتى عام 1931، عندما شق طريقه أخيرًا إلى الفريق الأول، حيث ظهر لأول مرة في 18 أكتوبر 1931، وعمره 18 عامًا، في مباراة ودية ضد إشبيلية، وحافظ على نظافة شباكه في فوز 3-0. ومع ذلك، كان وقت لعبه محدودًا للغاية بسبب وجود خواكين أوركياغا، الذي كان حارس المرمى الأساسي للنادي طوال أوائل الثلاثينيات، وبالتالي كانت لديه فرص قليلة مع الفريق الأول. في موسم 1932–33، كان خوسيه أحد اللاعبين الأوائل في فريق ريال بيتيس الاحتياطي للهواة الذي تم تشكيله حديثًا تحت قيادة أندريس أراندا، الذي كان لا يزال لاعبًا في الفريق الأول.
لم يتمكن خوسيه من الظهور لأول مرة في الدوري إلا بعد أربع سنوات، في 7 أبريل 1935، حيث حافظ على نظافة شباكه في فوز 5-0 على إسبانيول. من خلال اللعب في هذه المباراة، أصبح خوسيه رسميًا جزءًا من الفريق الذي فاز بلقب الدوري الإسباني 1934-1935، وهو لقب الدوري الأول (والوحيد) في تاريخ النادي. وفي المجمل، لعب خمس مباريات رسمية مع ريال بيتيس، واحدة في الدوري وأربع في بطولة الأندلس.

### ريال مدريد
ربما بسبب عدم رضاه عن قلة وقت اللعب، انضم خوسيه إلى ريال مدريد في الموسم التالي، لكنه لم يتمكن من لعب مباراة رسمية واحدة للنادي بين صيف عام 1935 واندلاع الحرب الأهلية الإسبانية، وبعد ذلك عاد إلى مدريد، وبفضل نقص اللاعبين خلال فترة ما بعد الحرب الأهلية، تمكن خوسيه أخيرًا من اللعب بشكل أكثر تكرارًا، حيث بدأ في 15 مباراة رسمية لهم في موسم 1939-1940. في موسمه الثاني، ومع ذلك، لعب خمس مباريات فقط من أصل 20 مباراة. وفي المجمل، لعب 17 مباراة في الدوري الإسباني مع ريال بيتيس ومدريد.
بعد مغادرة مدريد في عام 1941، لعب خوسيه مع ريال بلد الوليد، ثم في دوري الدرجة الثانية، يليه ريال أفيلا، وجيمناستيكا سيجوفيانا.

## المهنة الإدارية
في بداية موسم 1953-1954، عين خوسيه مدربًا جديدًا لفريق ريال مدريد كانتيرا، حيث شارك بخبرته الواسعة في المرمى مع الشباب، والتي كانت ذات قيمة خاصة للاعبي الدفاع. كان لديه نهج عملي، يعتمد على الانضباط والعمل الجاد وأهمية التفاصيل الفنية، ولكن سرعان ما تم استبداله بخوسيه موراليس بيريغيتي. في أوائل الستينيات، كان يعمل ممثلاً لفريق الشباب في مدريد.

## موت
توفي خوسيه في 23 ديسمبر 1975، عن عمر يناهز 62 عامًا.

## الأوسمة
ريال بيتيس
- الدوري الاسباني
  - الأبطال (1) : 1934–35